# Aloha

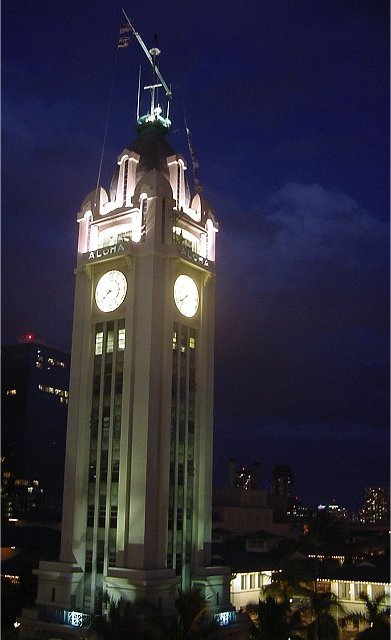
Turnul Aloha din Portul Honolulului (construit pe 11 septembrie 1926).

În limba hawaiiană, Aloha înseamnă afecțiune, iubire, compasiune, milă, La revedere, Salut și alte sentimente și nuanțe. El este folosit cel mai des în Hawaii ca salut, semnificând și Bună ziua și La revedere. Există mai multe variații: aloha kakahiaka înseamnă bună dimineața; aloha auinala, bună după-amiaza; aloha ahiahi, bună seara; Aloha kakou este o formă răspândită însemnând bun venit tuturor.